# 定遠級戦艦
定遠級戦艦（ていえんきゅうせんかん、定遠級鐵甲艦）は、清国海軍が保有した装甲艦の艦級である。本級はドイツに2隻が発注・建造された。

## 概要

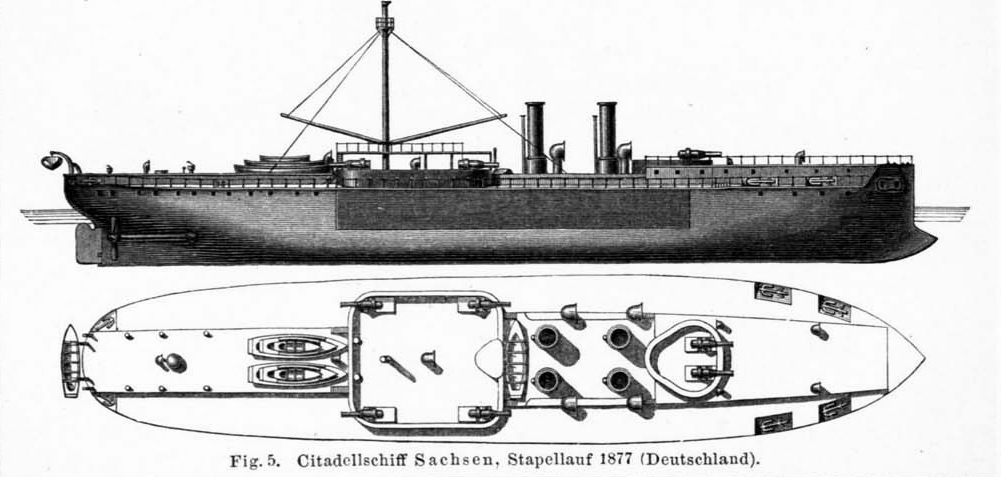
同時期のドイツ海軍ザクセン級装甲艦「ザクセン」。主砲・副砲ともに未だ単装砲架で舷側配置だが船体形状や衝角は後の本級に通じるデザインである。

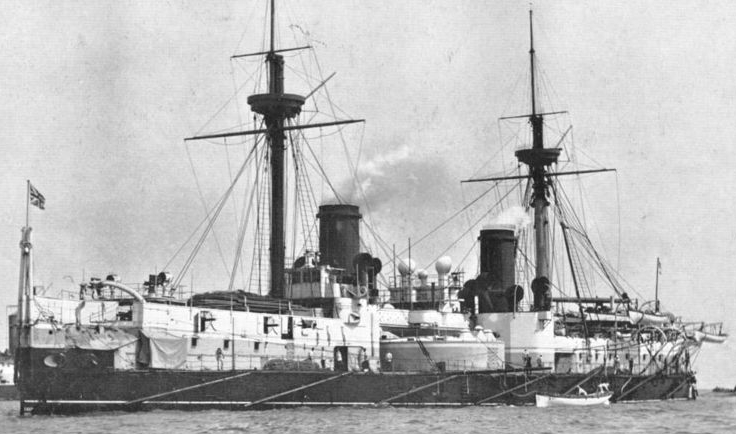
イギリス海軍装甲艦「インフレキシブル」。

定遠級は1880年の李鴻章の提案により、1881年にドイツのフルカン造船所に発注・起工され、清仏戦争による中立期間を経て1885年10月に天津に到着、清国海軍に就役した。
艦体の設計はドイツ海軍の「ザクセン級」をベースに、艦上構造物をイギリス海軍の「インフレキシブル」を少し小型にして主砲の配列を逆にしたような配置に改めた、典型的な中央砲塔艦である。参考元になったインフレキシブルは、外洋航行性能と安定性と軽量化のために主砲塔2基を甲板中央に配置し、そのためにボイラー室は弾薬庫を挟んで前後に分離配置し、船首楼と艦尾上部構造物が分断された。
2基の主砲塔の梯形配置は、それぞれの砲塔が艦首から艦尾までの片舷180度と反対舷側の限定された範囲に射界を持ち、首尾線方向と限定的範囲の舷側方向に主砲全門を向けられる。そのため近代戦艦の基本形が完成するまで、イギリス海軍の「コロッサス級」やイタリア海軍「カイオ・ドゥイリオ級」など各国の多数の主力艦で採用された。後に艦隊が縦陣を組むようになると、首尾線方向よりも舷側方向に全主砲を向けられる射界の広さが求められ、用いられなくなった。

## 艦形及び武装配置

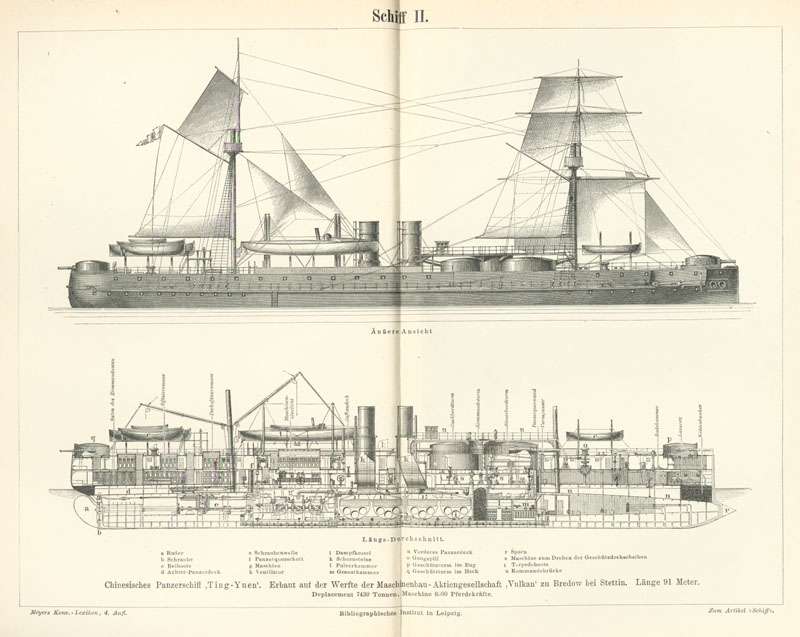
竣工当時の本級を詳細に描いたイラスト。

定遠級の基本形状は、水面下に鋭角な衝角を備え乾舷の高い船体を持つ点は、同時期のドイツ海軍装甲艦と同様である。一方、本級の船体形状は中央部のみ高い長船首楼型船体を採用しているのが異なっている点だった。
設計段階では巡航時は帆走を前提とし、艦の前後に太い帆走用マストを1本ずつ持っていたが、建造中に機関技術が発達したため帆走設備は全廃され、代わりに前後にミリタリーマストを装備した。ミリタリーマストとは、マストの上部あるいは中段に軽防御の見張り台を設け、そこに37mm～47mmクラスの機関砲（速射砲）数基を配置したマストのことである。本艦のミリタリーマストにはオチキス社の「47mm（43口径）単装機砲」2基と「37mm（23口径）5連装ガトリング砲」8基が装備されていた。前檣は2段の見張り台があり、後部ミリタリーマストは頂部にのみ1段の見張り台があった。
甲板の前後が主砲バーベットによって分断されたため、バーベットの外部に張り出し通路が設けられていた。舷側の水線部には厚さ355mmの複合甲鉄を貼り、強固な防御力の形式である。これは、この頃からフランス海軍で開発された水雷艇による奇襲攻撃を迎撃するため、遠くまで見張れて遮蔽物の少ない高所に対水雷撃退用の速射砲あるいは機関砲を置いたのが始まりである。形状の違いはあれどこの時代の列強各国の大型艦には必須の装備であった。

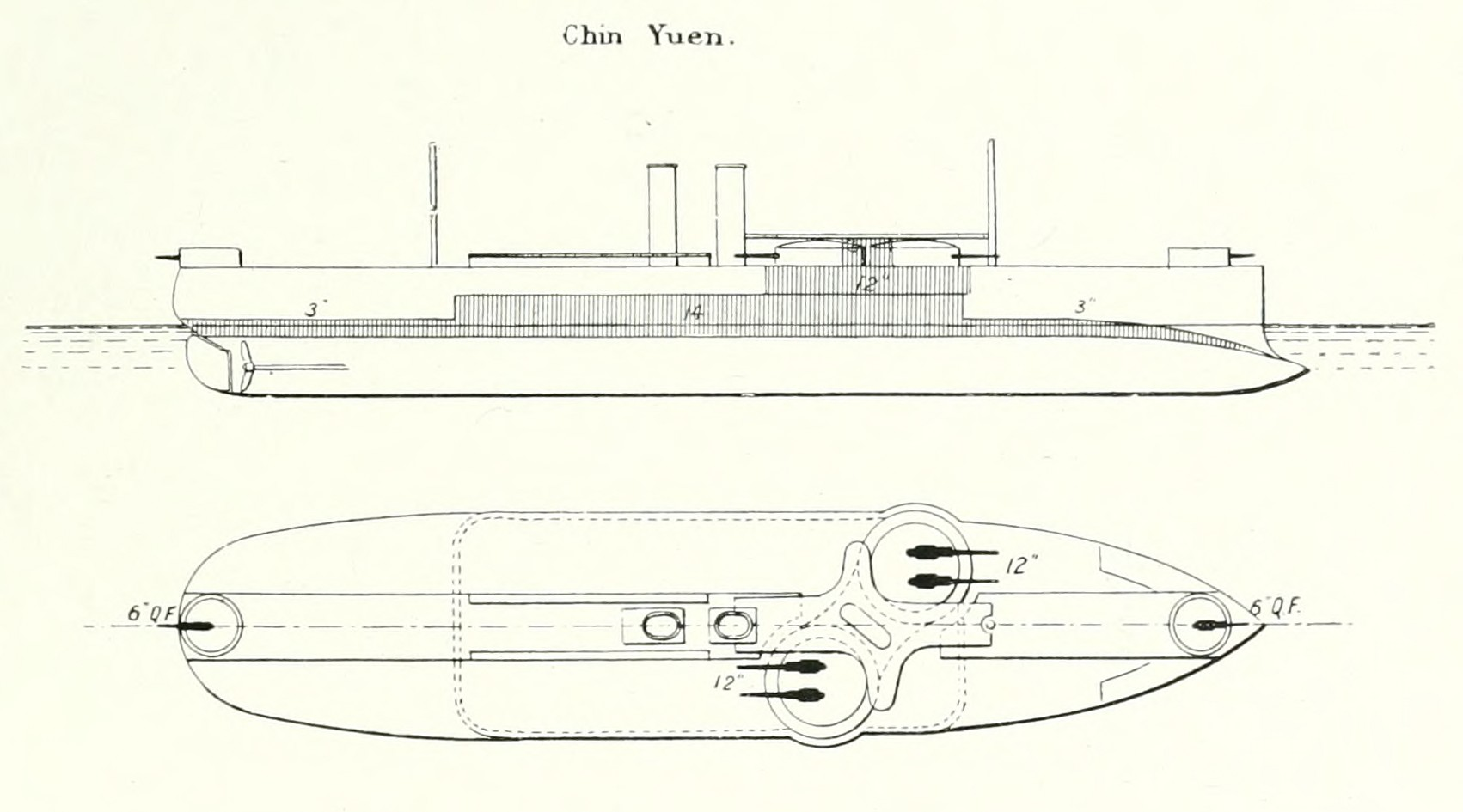
本級の武装・装甲配置を示した図。

定遠級は上面から見て艦体中央部に鍋を伏せたような形状の連装式の主砲を前後に互い違いで2基を並列配置していた。フルカン社はバーベット部分を船首楼甲板と同じ高さまで伸ばし、機関室を集中配置して主砲塔の後部に2本煙突を立てた。これにより本級の主砲塔は上部構造物に射界を制限されずに艦首方向に主砲4門全てを指向できた。これは、本級の設計中に起きたリッサ海戦の「装甲艦に対抗するには衝角戦術が有効である」と言う戦訓により片舷火力よりも艦首方向への火力集中が優先されたためである。更に、弾薬庫と機関室を隣接させたことにより防御区画の前後を詰めた分を防御装甲を厚くすることができる理想的な配置であった。なお、この配置は前方および後方には全主砲を向ける事ができるが、両舷方向には左右の主砲塔が干渉し合って2門しか向ける事ができない。

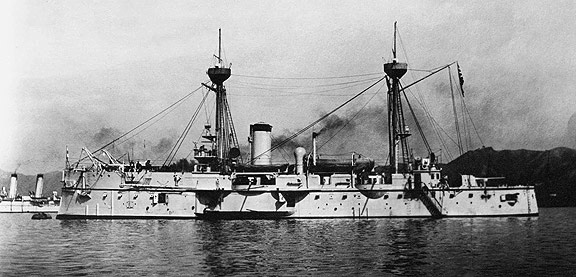
同時期の日本海軍の舷側砲郭艦「扶桑」。近代化改装されたが主砲配置は依然として砲郭（ケースメイト）配置のままだった。

直前に完成した日本海軍の舷側砲郭艦「扶桑」と本級の主砲門数は同じ4門であるが、「扶桑」は主砲を船体中央部の砲郭に片舷2箇所の砲門を開けていたために片舷火力は2門で同等だが「扶桑」は首尾線方向には主砲を指向できないが、本級は主砲4門を指向できるなど射界が格段に改善されており有利であった。
しかし、船体中央部に主露砲塔2基と2本煙突を集中配置した事により、主砲斉射時の爆風を避けるために艦橋を甲板上に配置する事が出来なくなった。更にこのままでは船上を前後に移動する時も一々艦内に入ってから行うしかなくなる。このため、定遠級は露砲塔の上に「空中甲板（フライング・デッキ）」を設ける事により解決した。空中甲板とは装甲艦の時代から弩級戦艦の時代まで広く用いられた上部構造物の様式で、狭い甲板上を有効に使用するために開発された物である。空中甲板の後部に箱型の操舵艦橋が配置され、前後甲板への交通を助けるために設けられた計4か所の階段で支持された。空中甲板の形状は単純に十字型ではなく、左右の船橋（ブリッジ）部分は主砲からの爆風を避けるためにを主砲塔配置に合わせて前後に互い違いとなっていた。2番煙突から後部マストの間の甲板上に艦載水雷艇や艦載艇が並べられ、前後のマストの基部に1基ずつ付いたジブ・クレーンにより運用された。船首楼の側面は、船体の高さの半分の舷側甲板が艦首側面から始まっており、艦首側面に右舷甲板に主錨が1本、左舷側に副錨2本が舷側甲板上に直に置かれ、専用のクレーンで運用された（アンカー･ベッド方式）。船体前部から後部への通行には、間に主砲バーベットが鎮座していたためにバーベットの曲線に沿って手すりの付いた通路を張り出していた。

## 武装

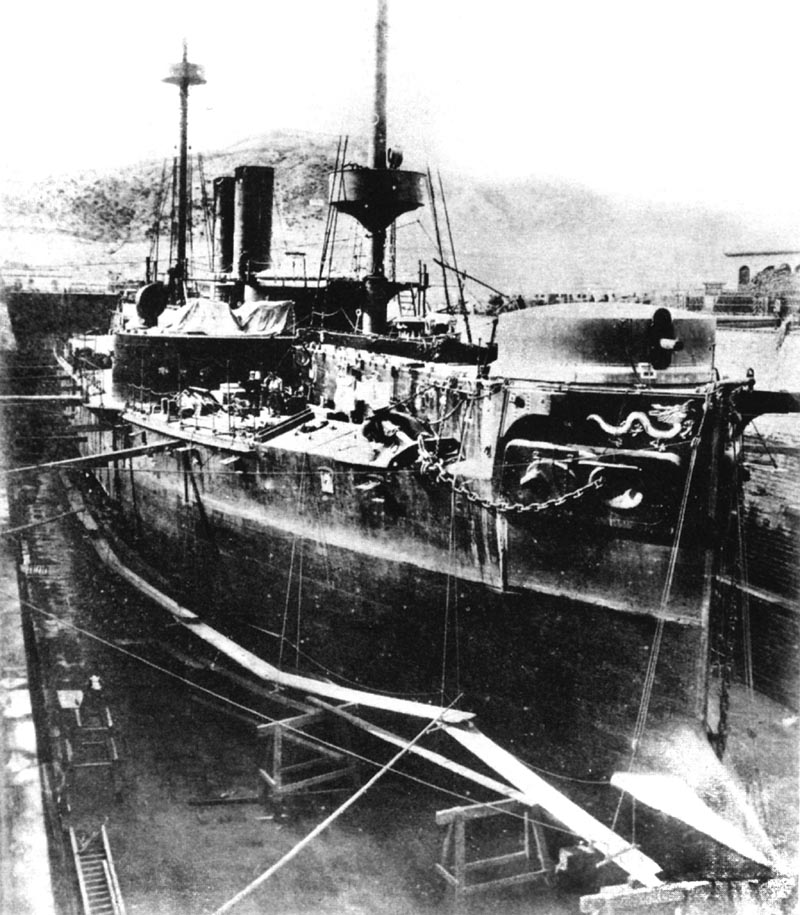
ドック内の鎮遠の写真。艦首には清国の象徴である龍の紋章が装飾されている。
水線下の鋭角な衝角に注目。主砲カバーは整備のため撤去され、主砲身には布が被せられている。この時の副砲は艦首と艦尾の2基のみで全てフード付き露砲塔であった。

### 主砲
主砲にはクルップ社が定遠級のために製造した「クルップ 30.5cm（25口径）後装填式ライフル砲」を採用した。この砲は、当時のイギリス戦艦が前装式の砲を装備していたのに比べて取り扱い性が良く、発射速度は3分間に1発で最大射程は約7,800mであった。砲身の1門辺りの重量は31.5トン、砲身長は約6.7mでこれを連装式の砲架に据え付けられ、砲身は左右別個に上下が出来た。この砲を装甲フード付き露砲塔に収めた。
日本において定遠級の主砲には本格的な装甲が施されていると勘違いされる事が多々あるが、上述のように防御力は無いに等しい（スプリンター・破片防御のみを考えた）フードを被せたに過ぎなかった。実際に運用したところ、フード内部にこもる発砲煙により砲員の砲弾装填や照準に支障を来したため、黄海海戦時にはフードを取り払って戦闘に臨んだ事が知られている。防御力のないフードに榴弾が接触する可能性を考えて被弾率を下げるために投影面積を減らす意味もあった。この装甲厚に関する勘違いは宮崎駿の『雑想ノート』等にも見られ、情報の混乱が見られる。砲塔の動力は蒸気ポンプによって駆動する水圧式で、砲塔の旋回と砲身の俯仰（上下）を行うものであった。

### 副砲

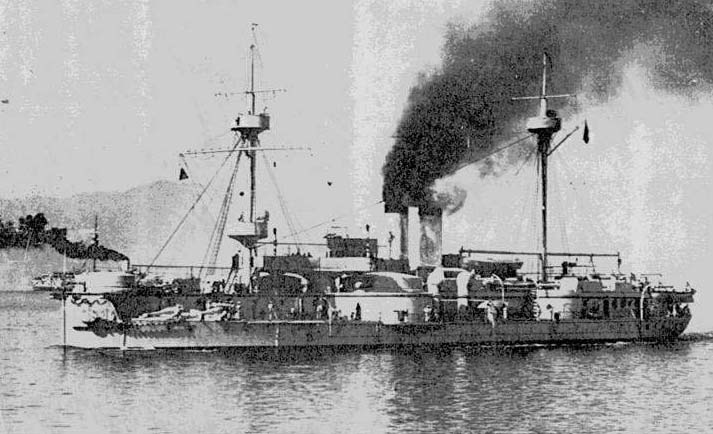
日本海軍時代の「鎮遠」の写真。鹵獲後の修理時に副砲が増設されて15.2cm速射砲4基となった。

副砲には「クルップ 15cm（35口径）単装砲」を採用した。この砲は定遠級以外にも北洋水師の防護巡洋艦「済遠」、致遠型防護巡洋艦「致遠」「靖遠」、装甲砲艦「平遠」にも搭載された優秀砲である。その性能は最大仰角で射程11,000mで発射速度は毎分1発であった。
特筆すべきは副砲も主砲と同じ露砲塔形式とした事である。これを船首楼上部に1基・艦尾側に1基の計2基を配置したことにより、最上甲板上に障害物の少ない本級では少ない副砲の門数で、当時の主流であった舷側ケースメイト配置方式よりも広い射界を得た。また、副砲の位置を高所に配置したお陰で波浪の影響を受けにくく、外洋航行時の戦闘能力的に有利であった。
なお、日本海軍に鹵獲された時に副砲以下の武装が更新された。日本海軍は武装・弾薬をイギリスからの輸入に頼っていたために大部分がイギリス式となった。このために副砲はより長砲身の「アームストロング 15.2cm（40口径）速射砲」に換装された。この時に舷側と艦尾方向の火力を増やすために船体後部に主砲バーベットに似た半円形の張り出しを設け、そこに新たに片舷1基ずつ追加して副砲門数は計4基となった。副砲配置は敵弾を受けやすい艦首のみ竣工時と同じく防護用フードを載せた露砲塔であったが、それ以外左右と艦尾は防盾の付いた単装砲架で搭載された。

### 水雷兵装
他にこの時期の主力艦には平時に使用する艦載艇とは別に、対艦攻撃用にフルカン社製の艦載水雷艇を2隻ずつ後部甲板上に搭載した。排水量28トンに石炭専焼ボイラー1基でレシプロ機関1基1軸推進で650馬力で13.2ノットを発揮、45cm魚雷発射管装備した。運用には16名を必要とした。「定遠」の水雷艇は「定1号」「定2号」、「鎮遠」の水雷艇は「鎮1号」「鎮2号」と呼称された。

## 機関
本級の主機関は弾薬庫と共に船体中央部の主要防御区画（ボックス・シタデル）内部に配置されており、石炭専焼円筒缶を首尾線方向に対して直角に片舷4基ずつ並べて計8基を搭載した。これに水平型2段膨張式3気筒レシプロ機関を左右1基ずつ計2基を組み合わせた2軸推進である。
両艦は、ほぼ同一の艦であるが。1番艦の最大出力は6,200馬力を出し速力14.5ノットを発揮できたが、鎮遠の機関は定遠より強力で最大出力7,200馬力で15.4ノットを発揮した。石炭1,000トン満載状態で10ノット巡航で4,500海里を航行することができた。

## 艦歴
定遠級が清国海軍で就役した時は東洋一の堅艦と言われ、翌年に2隻とも日本を訪れているが、長崎において泥酔した水兵による騒動（長崎事件）が発生している。
日清戦争では、黄海海戦において多数の命中弾を受けるものの、被害の多くは中小口径弾による火災によるもので、高い防御力を持つ定遠級は戦闘力航行能力共に健在なまま撤退に成功した。しかし工業能力の低い清国では損傷した定遠級の復帰は困難であった。以後は威海衛（いかいえい）に砲台として活用すべく回航されたが12月24日に「鎮遠」が操艦の不味さから座礁して水線下に亀裂が10m（三丈）程に渡って及び、応急処置により沈没は免れたものの、本格修理を行おうにも旅順のドックは既に日本軍の手に落ちており、北洋艦隊の戦力は大幅に減少し、この責任を取るべく林泰曽は自決した。
2隻は湾内に逼塞して海上砲台として奮闘したが、活躍は見られぬままに「定遠」は1895年2月5日に日本海軍の9号水雷艇の雷撃により左舷水線下に大破口を開けられ航行不能となった。艦長の劉歩蟾は部下の全乗員を脱出させた後で弾薬庫に火を放ち自沈するように指示した後に自決。主砲が吹き飛び爆炎と共に「定遠」は大破着底した（威海衛の戦い）。これをうけて「鎮遠」が北洋水師旗艦となり、提督丁汝昌、艦長が2月12日に自決後の2月17日威海衛にて鹵獲された。占領した旅順のドックで応急修理後に日本に回航された。1895年3月16日に正式に日本海軍に編入されたが、清国軍艦は元々漢字名であったために改名される事なく使用された。同年夏頃から11月にかけて横須賀海軍工廠で本格修理を行って武装の更新を行った。その後は前弩級戦艦「富士型」が就役するまで日本海軍唯一の戦艦として使用され、1904年の日露戦争では旧敵であった防護巡洋艦「松島型」と共に黄海海戦、旅順攻略戦、日本海海戦に参加した。1905年12月11日に一等海防艦に類別変更されたが、老朽化のために1908年5月1日には運用練習艦に類別され、1911年4月1日に除籍された。

### 歴史遺産としての状況
「鎮遠」は除籍後の11月に装甲巡洋艦「鞍馬」の砲撃演習時に標的艦として使用され、1912年4月6日に横浜の解体業者に売却されて解体処分となった。錨や錨鎖、砲弾などの一部の部品は、日本国内で保管されていたが、第二次世界大戦後の1947年に中華民国の要求により上海に送られ、さらに中華人民共和国の手に渡って北京の中国人民革命軍事博物館で展示されることとなった。
また、自沈後の「定遠」の艦体の一部は翌年引き上げられた。福岡県太宰府市には引き上げられた定遠の艦材を使った「定遠館」という記念館がある。門の扉は定遠の鉄板を使用している。館の玄関には艦内の手すりと思われるもの、正面の梁に装飾を施した部材（木）、左手の縁側の下にはボートのオールを見ることができる。もともと、太宰府天満宮の神官の一人である小野（三木）隆助の邸であったが、そこに私財を投じて建てられた。太宰府天満参道を登って右手案内所のそばに定遠館があるが、前庭は駐車場となっている。
2004年9月に中国の威海港で「定遠」の復元艦が進水し、展示されている。

## 同型艦
- 定遠
- 鎮遠

## 参考図書
- 「世界の艦船増刊第79集　日本戦艦史」（海人社)
- 「泉　江三　「軍艦メカニズム図鑑　日本の戦艦　上巻」(グランプリ出版) ISBN 4-87687-221-X　c2053
- 「All the world's fighting ships 1860-1905」（Conway)